# Queen of Prince Rupert
Die Queen of Prince Rupert ist eine ehemalige Ro-Pax-Fähre der kanadischen Reederei BC Ferries. Die Fähre wird seit 2011 als Lomaiviti Princess von der Reederei Goundar Shipping in Fidschi eingesetzt.

## Geschichte
Die Fähre wurde unter der Baunummer 124 auf der Werft Victoria Machinery Depot gebaut und 1966 abgeliefert. Sie wurde im Mai 1966 auf der Strecke zwischen Kelsey Bay auf Vancouver Island nach Prince Rupert in Dienst gestellt. Mit dem Schiff wurde der Fährverkehr auf der Inside Passage in den Norden der kanadischen Provinz British Columbia aufgenommen.
In den 1970er-Jahren wurde der Highway 19, über den das Fährterminal in Kelsey Bay zu erreichen war, bis Port Hardy im Norden von Vancouver Island verlängert. Nach der Eröffnung des Highways verlegte BC Ferries die Fähre zum neuen Fährterminal in Port Hardy als Start- bzw. Endpunkt der Fährlinie nach Prince Rupert.
1980 wurde die Fähre auf der Strecke durch die Queen of the North ersetzt. Die Queen of Prince Rupert wurde an die B.C. Steamship Corporation abgegeben und als Victoria Princess auf der Strecke zwischen Victoria und Seattle eingesetzt. Es stellte sich jedoch bald heraus, dass sie für die Strecke nicht geeignet war – sie war zu langsam und in Bezug auf die Fahrzeugkapazität zu groß. Außerdem waren die Passagierkabinen auf der Strecke ohne Nutzen. Bereits im November 1980 wurde die an BC Ferries zurückgegebene und wieder in Queen of Prince Rupert umbenannte Fähre auf der Strecke zwischen Prince Rupert und Skidegate auf Graham Island eingesetzt. Nach dem Untergang der Queen of the North im März 2006 musste mit der Fähre bis zur Indienststellung der angekauften Northern Adventure Ende März 2007 der gesamte Fährverkehr zwischen Port Hardy, Prince Rupert und Skidegate aufrechterhalten werden.
Die Fähre wurde im April 2009 von BC Ferries außer Dienst gestellt. 2011 wurde sie an die Reederei Goundar Shipping in Suva, Fidschi, verkauft. Die Reederei setzt die Fähre als Lomaiviti Princess in der Inselwelt der Fidschis ein.

## Technische Daten und Ausstattung
Das Schiff wird von zwei Dieselmotoren angetrieben, die auf zwei Propeller wirken. Es ist mit einem Bugstrahlruder ausgerüstet.
Das Schiff verfügt über ein durchlaufendes Fahrzeugdeck. Dieses ist über je eine Bug- und eine Heckrampe zugänglich. An Bug befindet sich ein nach oben aufklappbares Bugvisier. Das Fahrzeugdeck befindet sich auf dem Hauptdeck auf Deck 3. Es ist vollständig geschlossen und verfügt über fünf Fahrspuren sowie auf beiden Seiten über der jeweils äußersten Fahrspur ein seitlich eingehängtes Fahrzeugdeck. Dieses ist über herunterklappbare Rampen vom Hauptdeck aus zugänglich.
Aufgrund des Untergangs der Estonia in der Ostsee im September 1994 wurde das Bugvisier im Oktober 1994 aus Sicherheitsgründen vorübergehend verschweißt.
Die Einrichtungen für die Passagiere verteilen sich auf die Decks 5 bis 7. Auf Deck 5 befinden sich unter anderem Aufenthaltsräume mit Sitzgelegenheiten für die Passagiere, eine Bar und ein Kiosk. Auf Deck 6 stehen zwei Selbstbedienungsrestaurants zur Verfügung. Außerdem sind hier unter anderem Küchenbereiche eingerichtet. Auf Deck 7 stehen 14 Passagierkabinen mit 28 Betten zur Verfügung. Der vordere Bereich auf Deck 7 ist der Schiffsbesatzung vorbehalten. 
Gebaut war die Fähre mit einer deutlich größeren Anzahl Passagierkabinen. Kabinen befanden sich auf Deck 2 unterhalb des Fahrzeugdecks sowie auf Deck 5. Die im Mittschiffsbereich auf Deck 5 befindlichen Kabinen wurden während eines Werftaufenthaltes entfernt und Aufenthaltsräume für die Passagiere eingerichtet. Infolge des Untergangs der Queen of the North wurden die Passagierkabinen auf Deck 2 nicht mehr genutzt. Die Kabinen, die sich im hinteren Bereich auf Deck 5 befinden, wurden zu den Kabinen für die Besatzungsmitglieder, die sich zuvor ebenfalls unter dem Fahrzeugdeck befanden.
Die Brücke befindet sich auf Deck 8 im vorderen Bereich der Decksaufbauten. Zur besseren Übersicht gehen die offenen Nocken auf beiden Seiten der Brücke etwas über die Schiffsbreite hinaus.